# Tzacas
Tzacas (em grego: Τζαχᾶς), também conhecido como Chaca Bei (em turco: Çaka Bey), foi um comandante militar dos turcos seljúcidas do século XI que governou um Estado independente baseado em Esmirna. Originalmente em serviço bizantino, rebelou-se e apropriou-se de Esmirna, bem como uma vastidão de territórios costeiros do mar Egeu na Ásia Menor e as ilhas da costa em 1088–91. No auge de seu poder, declarou-se imperador bizantino e tentou assaltar Constantinopla juntamente com pechenegues. Em 1092, uma expedição naval bizantina comandada por João Ducas infligiu pesada derrota sobre ele e retomou Lesbos; no ano seguinte, foi morto traiçoeiramente por seu genro Quilije Arslã I.

## História

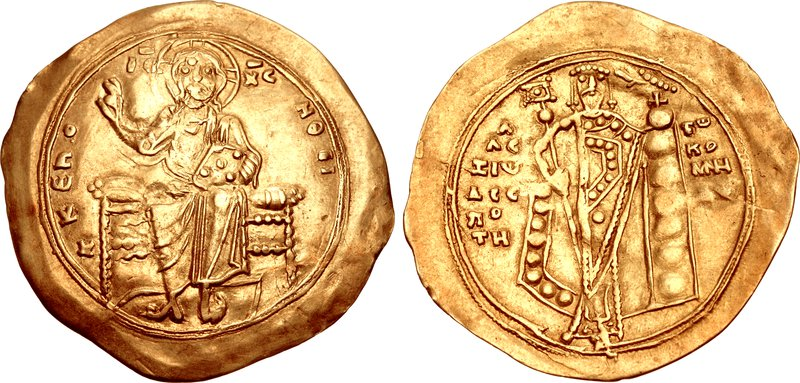
Hipérpiro de

Muito pouco se sabe sobre sua vida, e boa parte provém de uma única fonte: a Alexíada da princesa bizantina Ana Comnena, filha do imperador Aleixo I Comneno (r. 1081–1118). Foi também mencionado no Danishmendname do século XIII, o qual não é uma fonte muito fiável devido à natureza semilendária de seu material. Originalmente, segundo a Alexíada, Tzacas era um salteador que foi feito prisioneiro pelos bizantinos durante o reinado de Nicéforo III Botaniates (r. 1078–1081). Depois, entra em serviço bizantino e avança rapidamente nas fileiras do exército através do favor imperial, recebendo o título de protonobilíssimo e presentes dispendiosos. Porém, quando Aleixo I Comneno depôs contra Botaniates em 1081, Tzacas perdeu sua posição e fugiu do Império Bizantino.
De cerca de 1088 em diante, utilizou sua base em Esmirna para lançar guerra contra os bizantinos. Construiu uma frota empregando artesãos cristãos, com a qual capturou Foceia e as ilhas egeias orientais de Lesbos (exceto a fortaleza de Metímna), Samos, Quios e Rodes. Uma frota bizantina sob o comando de Nicetas Castamonita foi enviada contra ele, mas Tzacas a derrotou em batalha. Alguns estudiosos modernos especularam que suas atividades ao longo deste período podem ter estado em conjunção, e até mesmo coordenação, com dois rebeldes gregos bizantinos contemporâneos: Rapsomata no Chipre e Cárices em Creta.
Em 1090/1091, os bizantinos, comandados pelo duque naval Constantino Dalasseno, recuperaram Quios. Implacável, Tzacas refez suas forças e recomeçou seus ataques, proclamando-se imperador (basileu) e procurando concluir aliança contra Aleixo com os pechenegues na Trácia para um ataque conjunto contra Constantinopla. Em 1092, Dalasseno e João Ducas, o novo grande duque, foram enviados contra Tzacas e atacaram a fortaleza de Mitilene em Lesbos. Tzacas resistiu por 3 meses, mas finalmente teve que negociar uma rendição da fortaleza. Durante seu retorno para Esmirna, Dalasseno atacou a frota turca, que foi quase destruída.
Na primavera de 1093, Tzacas atacou o porto de Abidos no Mar de Mármara. Aleixo I convocou o sultão dos turcos seljúcidas Quilije Arslã I (r. 1092–1107), que era casado com a filha de Tzacas e era assim seu genro, para atacá-lo da retaguarda. O sultão avançou para Abidos, onde, sob pretexto de convidar o pai da sua esposa a um banquete, assassinou seu sogro. Porém, em ca. 1097, um "Tzacas" — talvez filho do original — é relatado como ainda retendo Esmirna quando o exército bizantino sob João Ducas retomou-a.